# I'm Not There
I'm Not There är en amerikansk musikal-dramafilm från 2007 i regi av Todd Haynes. Den handlar om musikern Bob Dylans liv och musik. Filmen hade internationell premiär på filmfestivalen i Telluride den 31 augusti 2007 och premiär i Sverige den 8 februari 2008. 
I filmen porträtteras Bob Dylan ur olika perspektiv av sex olika skådespelare: Marcus Carl Franklin, Ben Whishaw, Heath Ledger, Christian Bale, Richard Gere och Cate Blanchett. Alla sex karaktärer är baserade på Dylan under olika perioder i hans liv, men ingen av dem bär namnet Bob Dylan. Blanchett, som spelar Dylan under hans storhetstid under 1960-talet, tilldelades en Golden Globe för bästa kvinnliga biroll, och blev nominerad till en Oscar för bästa kvinnliga biroll.

## Medverkande

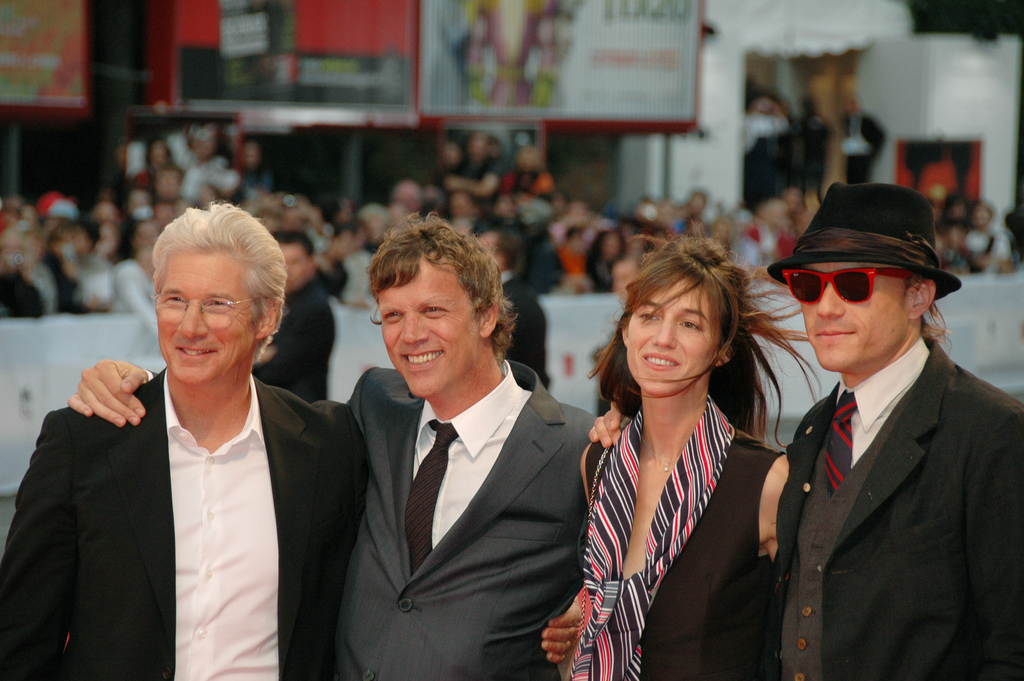
Richard Gere, Todd Haynes, Charlotte Gainsbourg och Heath Ledger vid filmfestivalen i Venedig i september 2007.

### Huvudroller
- Marcus Carl Franklin – "Woody"
- Ben Whishaw – "Arthur Rimbaud"
- Christian Bale – Jack Rollins / Pastor John
- Cate Blanchett – Jude Quinn
- Heath Ledger – Robbie Clark
- Richard Gere – "Billy the Kid"

### Biroller i urval
- Charlotte Gainsbourg – Claire, Robbie Clarks fru (baserad på Sara Lownds och Suze Rotolo)
- David Cross – Allen Ginsberg
- Bruce Greenwood – Keenan Jones
- Julianne Moore – Alice Fabian (liknar Joan Baez)
- Michelle Williams – Coco Rivington (liknar Edie Sedgwick)

## Musik
Filmen innehåller ett stort antal låtar av Bob Dylan, framförda av Dylan men också framförda av andra artister. Den 30 oktober 2007 släpptes filmens soundtrack på en dubbel-CD, via Columbia Records.

### Låtlista

#### CD 1
1. "All Along the Watchtower" – Eddie Vedder och The Million Dollar Bashers
2. "I'm Not There" – Sonic Youth
3. "Goin' to Acapulco" – Jim James och Calexico
4. "Tombstone Blues" – Richie Havens
5. "Ballad of a Thin Man" – Stephen Malkmus och The Million Dollar Bashers
6. "Stuck Inside of Mobile with the Memphis Blues Again" – Cat Power
7. "Pressing On" – John Doe
8. "4th Time Around" – Yo La Tengo och Buckwheat Zydeco
9. "Dark Eyes" – Iron & Wine och Calexico
10. "Highway 61 Revisited" – Karen O och The Million Dollar Bashers
11. "One More Cup of Coffee" – Roger McGuinn och Calexico
12. "The Lonesome Death of Hattie Carroll" – Mason Jennings
13. "Billy 1" – Los Lobos
14. "Simple Twist of Fate" – Jeff Tweedy
15. "Man in the Long Black Coat" – Mark Lanegan
16. "Señor (Tales of Yankee Power)" – Willie Nelson och Calexico

#### CD 2
1. "As I Went Out One Morning" – Mira Billotte
2. "Can't Leave Her Behind" - Stephen Malkmus och Lee Ranaldo
3. "Ring Them Bells" – Sufjan Stevens
4. "Just Like a Woman" – Charlotte Gainsbourg och Calexico
5. "Mama You've Been on My Mind" / "A Fraction of Last Thoughts on Woody Guthrie" – Jack Johnson
6. "I Wanna Be Your Lover" - Yo La Tengo
7. "You Ain't Goin' Nowhere" – Glen Hansard och Markéta Irglová
8. "Can You Please Crawl Out Your Window?" – The Hold Steady
9. "Just Like Tom Thumb's Blues" – Ramblin' Jack Elliott
10. "The Wicked Messenger" – The Black Keys
11. "Cold Irons Bound" – Tom Verlaine och The Million Dollar Bashers
12. "The Times They Are a-Changin'" – Mason Jennings
13. "Maggie's Farm" – Stephen Malkmus och The Million Dollar Bashers
14. "When the Ship Comes In" – Marcus Carl Franklin
15. "The Moonshiner" – Bob Forrest
16. "I Dreamed I Saw St. Augustine" – John Doe
17. "Knockin' on Heaven's Door" – Antony and the Johnsons
18. "I'm Not There" – Bob Dylan och The Band - inspelning från 1967